# Liliana Beatriz Najdorf
Liliana Beatriz Najdorf (8 de marzo de 1952, Buenos Aires, Argentina) es una psicóloga y escritora argentina.

## Biografía
Liliana Beatriz Najdorf es psicóloga clínica y escritora nacida en Buenos Aires. Su carrera en psicología comenzó en 1977 y se graduó en 1982 en la Universidad de Belgrano. Inicialmente formada en psicoanálisis, evolucionó hacia un enfoque que integra aspectos espirituales y experienciales de las personas  para comprender los procesos psíquicos, integrando de esta manera técnicas como la Gestalt y la psicología transpersonal. También se especializó en trastornos de la alimentación, trabajando de manera innovadora y sin el uso de dietas tradicionales.
Además, su práctica profesional incluye elementos como el uso terapéutico de vibraciones y sonidos a través de cuencos, así como terapias con flores de Bach y meditación. 
Ha participado en diversos talleres y seminarios centrados en la espiritualidad, la filosofía oriental y el movimiento consciente, como yoga, eutonía y danza libre.
La infancia de Najdorf estuvo marcada por la figura de su padre, Miguel Najdorf, un destacado ajedrecista internacional. 

## Viajes y espiritualidad
Liliana ha viajado extensamente, particularmente a destinos relacionados con retiros de meditación y festivales de yoga. Sus visitas a India la han influenciado en su perspectiva espiritual y su práctica profesional.

## Carrera literaria
Liliana comenzó a escribir desde joven, pero fue tras la muerte de su padre que publicó su primera obra. Sus libros suelen explorar temáticas personales y emocionales a través de la ficción. 
- Najdorf x Najdorf (1999): Biografía de su padre, el ajedrecista Miguel Najdorf, publicada en español por la Editorial Gran Blanco (ISBN 987-97470-0-3) ; en polaco por la Editorial Penélope (ISBN 978-83-62908-80-6) y en inglés por Russell Enterprise Inc (ISBN 978-1-941270-39-4).

- Mashimón (2001): Primera novela que trata sobre el pacto de una mujer con un ser poderoso para revivir su juventud, publicado por Editorial Galerna (ISBN 950-556-428-7).
- Aunque el viento sople en contra (2022): Una novela que aborda los desafíos personales y la resiliencia, publicado por El Bien del Sauce (ISBN 978-987-48453-0-6).
- L'incontro (2025): Una reflexión sobre la esperanza, la memoria y la fortaleza ante la adversidad, publicado por El Bien del Sauce (ISBN 978-631-90723-0-3).